# かね七
かね七株式会社（かねしち）は、富山県富山市水橋にある食品メーカーである。主に鰹節、昆布巻、煮干し、海苔などの食料品を製造している。
社のキャッチフレーズは、『味つくり100年 かね七』。

## 概要
営業内容は風味調味料20％、袋詰煮干11%、昆布巻13%、花かつお7%、総菜6%、鰹パック6%、だしパック11%、ホタルイカ3%、その他21%。

### 事業所
※2021年1月時点
- 本社（工場・事務所）
- 東京支店
- 名古屋支店
- 札幌支店
- 仙台支店
- 新潟営業所

### 沿革
- 1884年10月 - 石黒豊次郎により[2]石黒商店として創業。当時の事業は煮干の卸売業。
- 1918年 - 石黒重次商店に改称。
- 1961年10月24日 - かね七海産株式会社となる。
- 1963年 - 本社工場を新築。
- 1981年 - 本社管理社屋を新築。
- 1984年 - 現社名に変更。
- 2001年10月 - ISO 9001認証取得[1]。

### 本社工場
- 鉄筋コンクリート、鉄骨造、2階建（一部3階建てもあり）
- 総建築面積延13,488m2
- 敷地面積33,065m2（一万坪）

### 関連会社
- 水井食品[1]（本社がかね七と同居）
- 大協薬品工業[1]
- 石黒薬品
- ルナ薬品工業

特に大協薬品工業との結びつきが強く、『かね七・大協グループ』を組んでいる。富山県道315号辻ヶ堂市田袋線を挟んで本社工場の反対側に大協薬品工業の本社がある。

### 関係会社
- 丸魚富山中央魚市

### 主要取引銀行
- 北陸銀行
- 富山第一銀行

## 本社工場の周辺
- 水橋駅
- 白岩川
- 大協薬品工業（道路を挟んで本社工場の反対側にある）

## 備考
- 会社の社章は、同市内にある会社、河上金物の社章と似ているが、かね七の方が『七』の太さが太い。